# Schedingen

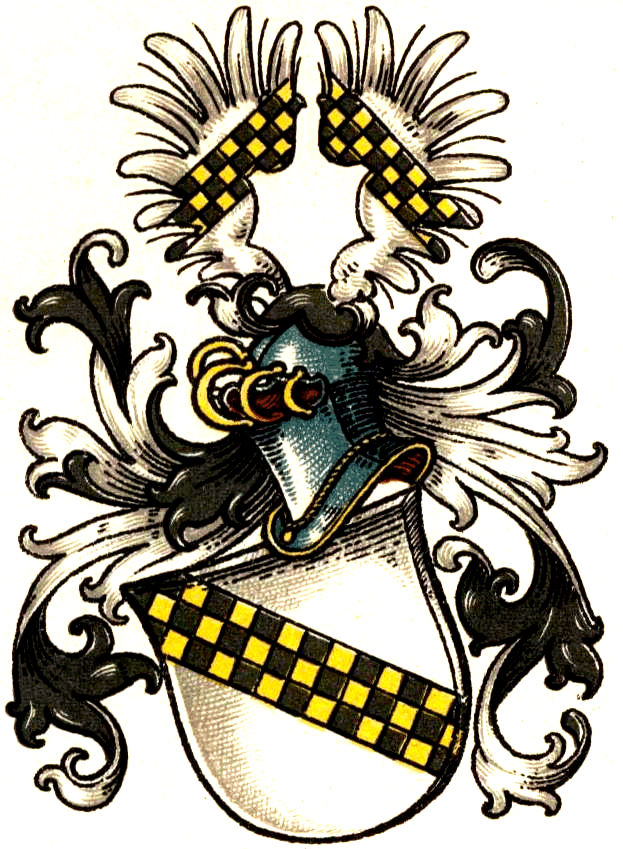
Wappen derer von Schedingen aus Werl

Die von Schedingen, auch von Scheiding genannt, waren ein altes westfälisches Adelsgeschlecht aus dem gleichnamigen Ort Scheidingen bei Werl.

## Geschichte
Das Geschlecht erscheint 1233 erstmals urkundlich mit dem Ritter Antonius von Schedingen, als er im Gefolge des Grafen von Arnsberg genannt wird. Im Kölner Gebiet treten Mitglieder vermehrt im Zeugendienst auf. Das Scheidinger Geschlecht auf Scheidingen ist um 1450 ausgestorben und das Haus Scheidingen verkauft worden. Als Letzter erscheint 1538 Johann von Scheidingen, Droste zu Werl, mit dem das Geschlecht ausgestorben zu sein scheint.
Die Familie von Scheding wird im 15. Jahrhundert auch in Lettland als Ratsherren von Riga und im 16. Jahrhundert in Livland urkundlich erwähnt. In der hanseatischen St.-Petri-Kirche von Riga hatten die von Scheden (oder auch von Scheding) im Nordschiff ihr Erbbegräbnis, das sie später der Familie Ulenbrock vererbten und das dort unter der Bezeichnung Ulenbrocksche Kapelle zusammengefasst wurde. Diese Linie erlosch in der zweiten Hälfte des 16. Jahrhunderts.

Wappen der Grafschaft von der Mark

## Wappen
Das Wappen zeigt in Silber einen in drei Reihen schwarz-gold geschachten Schrägrechtsbalken. Auf dem Helm mit schwarz-silbernen Decken ein offener silberner, mit einem absteigenden Schachbalken belegter Flug.
Als Burgmannen haben sie vermutlich das abgewandelte Wappen ihrer Burgherren, der Grafen von der Mark, übernommen. Diese führten im goldenen Schild ein in drei Reihen von Silber und Rot geschachten Balken. Helm: ein goldener Flug aus einer Silber und Rot geschachten Mauer mit Krone wachsend.